# Jacqueline Robinson
Pour les articles homonymes, voir Robinson.
Jacqueline Robinson, née à Londres le 26 octobre 1922 et morte à Paris 18e le 8 juillet 2000, est considérée comme une des principales figures de la danse moderne en France.

## Biographie
Née en 1922, Jacqueline Robinson fait des études de piano auprès d'Yvonne Lefébure, lorsque sa famille fuit la France en guerre pour l'Irlande où elle continue ses études de musique et d'histoire de l'art. Elle va alors s'orienter vers la danse, qu'elle étudie avec Erina Brady, une élève de Mary Wigman. Elle fonde sa première école de danse à Nottingham en Angleterre en 1948, puis revient à Paris en 1949 après son mariage avec Octave Gélinier, un économiste réputé. En 1954, elle part pour Berlin étudier directement auprès de Mary Wigman. C'est là aussi qu'elle rencontre Jerome Andrews et Karin Waehner, qu'elle côtoie beaucoup à Paris ainsi que Françoise et Dominique Dupuy.
Jacqueline Robinson fonda en 1955 à Paris L’Atelier de la Danse,, l’une des premières écoles de danse moderne à dispenser une formation professionnelle, en plus de cours pour amateurs adultes et enfants. Cette école devint rapidement un haut lieu de rencontres artistiques favorisant le développement d’une modernité chorégraphique encore peu reconnue. De nombreux danseurs mais aussi musiciens et plasticiens de renommée internationale enseignent à ses côtés, formant ou accompagnant plusieurs générations d’artistes. Le lieu sert aussi de scène pour les nombreuses chorégraphies qu'elle compose durant plus de trente ans, pour elle-même ou pour la petite compagnie de danseurs professionnels qu'elle accueille.
Avec le souci de la transmission, Jacqueline Robinson écrivit également d’importants ouvrages témoignant de son expérience où création et enseignement artistiques furent étroitement liés : L’Enfant et la Danse (Éditions Universitaires, 1975), Éléments du langage chorégraphique (Vigot, 1981), Introduction au langage musical (Chiron, 1991), ou encore L’Aventure de la danse moderne en France 1920-1970, qui retrace l'aventure méconnue des nombreux pionniers qui, pendant un demi-siècle, ont contribué à changer le paysage chorégraphique en France.
Elle adhère au quakerisme en 1970.
Elle meurt dans la nuit du 7 au 8 juillet 2000 à Paris.